# Алаэльдин, Ахмед
Ахмед Алаэльдин (араб. أحمد علاء الدين‎; род. 31 января 1993, Исмаилия) — катарский футболист египетского происхождения, игрок клуба «Аль-Гарафа» и сборной Катара. Двукратный обладатель Кубка Азии (2019, 2023).

## Игровая карьера

### Клубная карьера
С 2010 по 2017 год Алаэльдин играл за «Эр-Райян», в составе которого выиграл несколько титулов.
В июле 2017 года подписал двухлетний контракт с клубом «Аль-Гарафа».

### Карьера в сборной
В составе сборной Катара играл на Кубке Азии 2019 года, а по итогам турнира катарцы выиграли Кубок Азии. Летом того же года в составе сборной играл на Кубке Америки, на котором катарцы не смогли выйти из группы.
Был участником Золотого Кубка КОНКАКАФ 2021 года, на котором катарцы дошли до полуфинала и получили бронзовые медали.
Вошёл в состав сборной Катара на домашний для сборной чемпионат мира 2022 года, на турнире сыграл в одном матче против сборной Нидерландов (0:2), выйдя на замену на 85-й минуте.
В составе сборной Катара принимал участие на домашнем Кубке Азии 2023 года, который завершился победой сборной Катара и вторым чемпионским титулом для игрока и сборной.

## Достижения
«Эр-Райян»
- Чемпион Катара: 2015/2016
- Обладатель Кубка Катара: 2012
- Обладатель Кубка эмира Катара: 2011
- Обладатель Кубка шейха Яссима: 2013

«Аль-Гарафа»
- Обладатель Кубка звёзд Катара (2): 2017/18, 2018/19

Сборная Катара
- Обладатель Кубка Азии (2): 2019, 2023